# Peter Kempermann

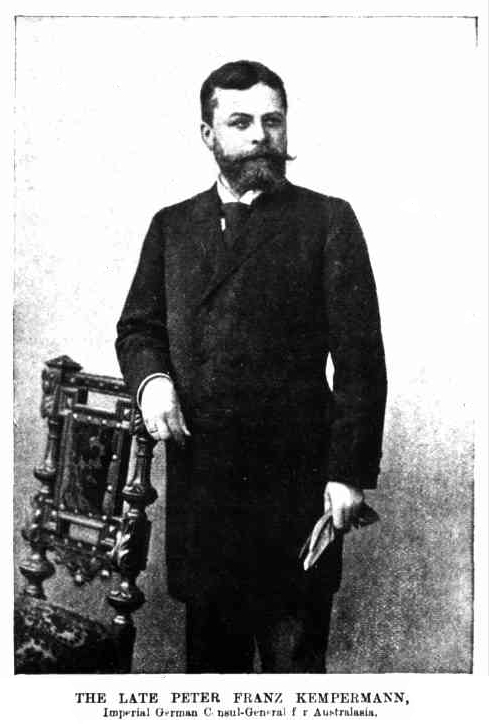
Peter Franz Kempermann, aus: The Sydney Mail, 17. November 1900, S. 1182

Peter Franz Kempermann (* 1. März 1845 in Krefeld; † 6. November 1900 in Sydney) war ein deutscher Jurist, Diplomat, Dolmetscher, Ostasienkundler und Forschungsreisender.

## Lebensweg
Der am 1. März 1845 in Krefeld geborene Peter Franz Kempermann besuchte das Gymnasium in Münster und studierte danach in Berlin Philosophie, Jura und Staatswissenschaften. sowie Ostasienkunde. Er war anscheinend promoviert. Kempermann erlernte die japanische Sprache offenbar auf dem Seminar für Orientalische Sprachen in Berlin. Kempermanns diplomatische Laufbahn begann im Dezember 1866 im Dolmetscherdienst beim Norddeutschen General-Konsulat und der späteren Kaiserlich Deutschen Gesandtschaft in Japan, wo er seine japanischen Sprachkenntnisse weiter verbesserte. Ab Juni 1867 war Kempermann im preußischen Konsulat eingesetzt. Sein Dienstsitz war zuerst in Yokohama und ab Januar 1869 in Tokio. Sein Dienst in Japan endete 1879. In dieser Zeit leitete er zeitweilig die deutschen Konsulate von Hyogo und Yokohama. Kempermann war Sekretär von Max von Brandt der nach der Unterzeichnung eines Japanisch-Preußischen Handelsvertrags am 24. Januar 1861 ab 1. Januar 1863 zunächst Konsul, später Generalkonsul des Norddeutschen Bundes und nach Gründung des Deutschen Reiches, seit 1872, deutscher Ministerresident in Japan war.
Kempermann engagierte sich in der 1873 gegründeten Deutschen Gesellschaft für Natur- und Völkerkunde Ostasiens (Ostasiengesellschaft; OAG). Auf der ordentlichen Generalversammlung der OAG in Yokohama am 19. Januar 1878 wurde er zu deren stellvertretendem Vorsitzenden gewählt. Kempermann wurde später fünfter Vorsitzender der OAG.
Kempermann unternahm ausgedehnte Reisen in Japan. Seine Reiseberichte, insbesondere über seine Reise in der heutigen Präfektur Shimane im Jahr 1877, vermitteln einen guten Überblick über Menschen, Geografie, Natur, Erzeugnisse usw. im Japan des letzten Viertels des 19. Jahrhunderts. Besonders interessiert war Kempermann am Shintoismus. Aus diesem Grund besuchte er auch die berühmten Shinto-Schreine Izumo-Taisha und Hinomisaki.
Kempermann begleitete den österreichischen Diplomaten Graf Alexander von Hübner auf eine Exkursion zum Fuji. Der Geograph Johannes Justus Rein erwähnt Kempermann mehrfach in seinen „Briefen eines deutschen Geographen aus Japan 1873–1875“. Auch der k.u.k. Legationsrat J. Camille Samson erwähnt Kempermann in seinem Bericht „Meine Reise nach Siam 1888-1889“.
Ein jüngerer Bruder von Peter Kempermann war Kaufmann in Kobe. T. H. [Th.] Kempermann kam 1872 im Auftrag der Handels- und Versicherungsgesellschaft Gutschow & Co. nach Japan und wurde in Yokohama eingesetzt. Im Jahr 1875 wurde er Leiter der Filiale in Kobe. Bereits 1880 ging die Firma Gutschow & Co. in Konkurs und wurde von Frederick Christopher Boyes (1850–1900) übernommen. T. H. Kempermann hat Japan verlassen.
Im Jahr 1872 wurde Kempermann zum Ritter des österreichischen Leopolds-Ordens ernannt.
Am 29. Januar 1879 wurde Peter Kempermann zum deutschen Vizekonsul in der britischen Kronkolonie Hongkong berufen und trat dort am 29. April 1879 seinen Dienst an.
Seine weiteren diplomatischen Einsätze waren 1881 bis 1886 als Ministerresident in Manila (Philippinen), 1886 bis 1887 in Seoul (Korea), 1888 bis 1897 in Bangkok (Thailand) und zuletzt als Geheimer Legationsrat und Generalkonsul in Sydney (Australien).
In seiner Zeit am Konsulat in Manila machte Kempermann im Karolininenstreit mit Spanien dem Deutschen Reich den Vorschlag, die philippinische Insel Mindanao, damals in spanischem Besitz, zu annektieren, sein Vorschlag blieb jedoch unbeachtet.
In seiner Zeit als deutscher Ministerresident in Bangkok, am 2. Mai 1891, gründete Kempermann dort den Deutschen Klub.
Am 11. Februar 1888 heiratete Peter Kempermann Martha Kähler († August 1899) aus Hamburg, eine Tochter des Hamburger Senators Alexander Kähler. Das Paar hatte fünf Kinder, Emma Hildegard (* 3. Juli 1889), Anna Gertrud (* 22. Juli 1890), Alexander Wilhelm (* 9. Juli 1891), Martha Luise (* 19. Januar 1894) und Hedwig Josefine (* 22. Juli 1897).
Peter Kempermann starb am 6. November 1900 im Alter von nur 55 Jahren in Sydney an einem Leber-Leiden.
Ein Bruder Peter Kempermanns lebte als Arzt in Witten an der Ruhr.
Die fünf Kinder von Peter Franz und Martha Kempermann wurden durch den frühen Tod ihrer Eltern 1899 und 1900 zu Vollwaisen, als das älteste von ihnen, Emma Hildegard Kempermann, erst elf Jahre alt war.

## Veröffentlichungen von Peter Kempermann
- Kempermann, Peter, Reise durch die Central-Provinzen Japans, Mittheilungen der Deutschen Gesellschaft für die Natur- und Völkerkunde Ostasiens, Band II (1876–1880), Heft 14, S. 121–145, https://oag.jp/books/band-ii-1876-1880-heft-14/

- Kempermann, Peter, Die Kami yo no Modji oder Götterschrift, Mittheilungen der Deutschen Gesellschaft für die Natur- und Völkerkunde Ostasiens, Band II (1876–1880), Heft 13, S. 85–93, https://oag.jp/books/band-ii-1876-1880-heft-13/

- Kempermann, Peter, Mittheilungen ueber die Kamilehre, Mittheilungen der Deutschen Gesellschaft für die Natur- und Völkerkunde Ostasiens, Band I (1873–1876), Heft 4, S. 30–36, https://oag.jp/books/band-i-1873-1876-heft-4/

- Kempermann, Peter, Die von Iyeyassu hinterlassenen und in der Schatzkammer niedergelegten Hundert-Gesetze (Fortsetzung), Mittheilungen der Deutschen Gesellschaft für die Natur- und Völkerkunde Ostasiens, Band I (1873–1876), Heft 2, S. 2–8, https://oag.jp/books/band-i-1873-1876-heft-2/

- Kempermann, Peter, Die 100 Gesetze des Iyeyassu, Mittheilungen der Deutschen Gesellschaft für die Natur- und Völkerkunde Ostasiens, Band I (1873–1876), Heft 1, S. 8–14, https://oag.jp/books/band-i-1873-1876-heft-1/

- Kempermann, Peter, Die 18 Gesetze des Iyeyassu, Mittheilungen der Deutschen Gesellschaft für die Natur- und Völkerkunde Ostasiens, Band I (1873–1876), Heft 1, S. 5–8, https://oag.jp/books/band-i-1873-1876-heft-1/